# Alexa Glatch
Alexa Glatch (født 10. september 1989 i Newport Beach, California, USA) er en professionel tennisspiller fra USA.